# گلادیس آمفوبیا
گلادیس آمفوبیا (انگلیسی: Gladys Amfobea؛ زادهٔ ۱ ژوئیهٔ ۱۹۹۸) بازیکن فوتبال اهل غنا است.
وی همچنین در تیم ملی فوتبال زنان غنا بازی کرده‌است.